# Elezioni europee del 2009 in Lussemburgo
Le elezioni europee del 2009 in Lussemburgo si sono tenute il 4 giugno.

## Risultati
| Liste  | Liste                                               | Gruppo    | Voti      | %      | Seggi |
| ------ | --------------------------------------------------- | --------- | --------- | ------ | ----- |
|        | Partito Popolare Cristiano Sociale (CSV)            | PPE       | 353.094   | 31,36  | 3     |
|        | Partito Operaio Socialista Lussemburghese (LSAP)    | S&D       | 219.349   | 19,48  | 1     |
|        | Partito Democratico (DP)                            | ALDE      | 210.107   | 18,66  | 1     |
|        | I Verdi (Déi Gréng)                                 | Verdi/ALE | 189.523   | 16,83  | 1     |
|        | Partito Riformista di Alternativa Democratica (ADR) | ECR       | 83.168    | 7,39   | -     |
|        | La Sinistra (Déi Lénk)                              | -         | 37.929    | 3,37   | -     |
|        | Partito Comunista del Lussemburgo (KPL)             | -         | 17.304    | 1,54   | -     |
|        | Lista dei Cittadini                                 | -         | 15.558    | 1,38   | -     |
| Totale | Totale                                              | Totale    | 1.126.032 | 100,00 | 6     |